# Din för alltid
Din för alltid är en amerikansk film från 1943 i regi av Frank Ryan. Filmen är den tredje och sista där Deanna Durbin gör rollen som Penny Craig. De två föregående var Flickorna gör slag i saken och Envis som synden. Denna film är liksom de en musikal, men har en mer allvarlig underton då andra världskriget påverkar intrigen.

## Rollista
- Deanna Durbin - Penny Craig
- Joseph Cotten - Bill Morley
- Charles Winninger - Judson Craig
- Ludwig Stössel - Binns
- Nella Walker - Dorothy Craig
- Gus Schilling - Rosey Blake
- Samuel S. Hinds - Dr. Crane
- Evelyn Ankers - Flo Simpson
- Fay Helm - Hannah Gordon
- Irving Bacon - Dr. Bacon